# ロベルト・アジャラ
ロベルト・ファビアン・アジャラ（Roberto Fabián Ayala, 1973年4月14日 - ）は、アルゼンチン・エントレ・リオス州パラナ出身の元サッカー選手、現サッカー指導者。現役時代のポジションはディフェンダー。元アルゼンチン代表。現在はアルゼンチン代表のコーチを務めている。
63試合に渡ってアルゼンチン代表のキャプテンを務めた。3度のFIFAワールドカップに出場し、ハビエル・サネッティに次ぐ同国歴代2位の115試合に出場している。

## クラブ経歴
1992年にフェロカリル・オエステからデビューし、3シーズンを過ごした後にCAリーベル・プレートに移籍すると、守備の要として頭角を現した。

### イタリア時代
1995年夏、イタリア・セリエAのパルマACはアジャラの保有権を獲得したが、すでにEU圏外選手枠が埋まっていたために、SSCナポリと共同保有という形をとり、1995-96シーズンからは、ナポリでプレーすることとなった。ファビオ・カンナバーロの穴を埋め、キャプテンも務め、アンドレ・クルスと良いコンビを組んで堅守を見せた。1995-96シーズン、チームはリーグ12位に終わるが、失点はリーグで2番目に少なかった。その後、チームは財政難から、多くの主力選手がチームを去り、1997-98シーズンでセリエB落ちが決まり、チームを去ることとなった。1998-99シーズン、アルベルト・ザッケローニ監督が新たに監督に就任したACミランに移籍、3-4-3のシステムで、パオロ・マルディーニ、アレッサンドロ・コスタクルタとDFラインのコンビを組んでレギュラーとしてプレーすることは確実と見られていた。シーズン当初は先発起用されたが、ルイージ・サーラにポジションを奪われ、チームはリーグ制覇をするも、リーグ戦では僅か11試合に起用されたのみに終わった。翌1999-00シーズン、当初は先発起用されていたが、プレー振りは監督の求めるレベルではなく、以降先発を外れ、実力を証明できないまま退団することとなった。

### バレンシアCF
1998年夏、移籍金625万ポンドでリーガ・エスパニョーラのバレンシアCFに移籍した。2000-01シーズンのUEFAチャンピオンズリーグでは決勝に進出し、決勝ではバイエルン・ミュンヘンにPK戦の末に敗れたが、同大会の最優秀ディフェンダーに選出された。2001-02シーズンはリーガ・エスパニョーラで優勝し、2003-04シーズンにはリーガ・エスパニョーラとUEFAカップ優勝を果たした。2004-05シーズンは負傷により多くの試合を欠場し、2004年夏のUEFAスーパーカップ・FCポルト戦には出場していない。2006年8月、クラブのスポーツディレクターのアメデオ・カルボーニは2007年夏に切れるアジャラとの契約を延長しないことを決めた。

### レアル・サラゴサ
2007年2月7日、アジャラは同じバレンシア州に本拠地を置くビジャレアルCFへシーズン終了後に移籍することを発表したが、7月14日にはビジャレアルとの契約を覆してレアル・サラゴサと3年契約を結んだ。バレンシアからビジャレアルにはフリートランスファーで移籍することになっていたが、契約解除の違約金としてサラゴサからビジャレアルに600万ユーロ（480万ポンド）が支払われた。サラゴサはDFガブリエル・ミリートをFCバルセロナに放出しており、ディフェンダーの層の薄さに頭を悩ませていた。2008年5月3日、デポルティーボ・ラ・コルーニャ戦 (1-0) の後半ロスタイムに移籍後初得点となる決勝点を決めた。ディフェンス陣の柱として期待され、2007-08シーズンは33試合に先発出場したが、目立った活躍することなくシーズンを終えた。クラブも2度の監督交代をするなど迷走し、18位でセグンダ・ディビシオン（2部）降格。なお、一度もプレーすることなく契約を解除したビジャレアルは過去最高の2位と躍進し、サラゴサと対照的な成績であった。
2008-09シーズンもサラゴサでプレーし、2008年11月22日のSDエイバル戦 (3-0) では73分に移籍後2点目となる得点を、2009年2月29日のレアル・ムルシア戦 (4-1) では移籍後3点目を決めた。1シーズンでのプリメーラ・ディビシオン（1部）昇格に貢献したが、2010年1月23日、クラブとの契約を解除して退団した。

### ラシン・クルブ
2010年2月2日、フリートランスファーでラシン・クルブに入団した。12月30日、現役引退を発表した。

## 代表経歴
1994年11月16日、チリ戦でアルゼンチン代表デビューした。1996年にはアトランタオリンピックに出場し、チームの銀メダル獲得に貢献した。1998年にはフランスで開催されたワールドカップに出場し、チームのベスト8進出に貢献した。2002年には日本と韓国で共催されたワールドカップにキャプテンとして出場するはずであったが、第1戦のナイジェリア戦直前に負傷して1試合にも出場できず、チームはグループリーグで敗退した。
2004年にはアテネオリンピックにオーバーエイジ枠のキャプテンとして出場。強固なディフェンス陣をまとめあげ、無失点優勝の最大の功労者となった。2006年にはドイツで開催されたワールドカップに出場し、重要な役割を担ってチームのベスト8進出に貢献した。準々決勝のドイツ戦 (1-1) ではヘディングで先制点を決めたが、PK戦ではイェンス・レーマンに止められ、チームも敗退した。大会後にはオールスターチームに選出された。
2006年5月30日、アンゴラとの親善試合に出場して100試合出場を達成した。2007年2月7日、パリで行われたフランスとの親善試合 (1-0) が通算107試合目となり、ディエゴ・シメオネが持っていた同国代表最多出場試合記録（106試合）を更新した。6月5日、アルジェリアとの親善試合がキャプテン就任後58試合目となり、ディエゴ・マラドーナが持っていたキャプテンとしての最多出場記録を更新した。2007年にはコパ・アメリカにキャプテンとして出場したが、決勝のブラジル戦に完敗して準優勝に終わり、自身はオウンゴールを記録した。大会後、「代表でのサイクルは終わったと思う」と述べて代表からの引退を発表した。

## 指導者歴
2019年1月、アルゼンチンサッカー協会は、アジャラが代表のディフェンスコーチとして入閣したことを発表した。なお代表監督はリオネル・スカローニ、他にもパブロ・アイマールやワルテル・サムエルもコーチにおり、現役時代の僚友達と再びチームを組むことになった。

## プレースタイル
小柄な体躯ながらヘディングとジャンプ力を生かし、セットプレーで強さを発揮した。ポジショニングが良く、俊敏で、先のプレーを予測する能力も高かった。

## エピソード
- SSCナポリに加入してすぐ、レストランに食事に行き、食事の代金を払おうとすると、店の人は、アジャラがディエゴ・マラドーナと同じアルゼンチン人であったことから、「代金はマラドーナがプレーで既に払ってくれたと。」と代金の受け取りを拒否され驚いたという[3]。

## 個人成績
| クラブ                   | シーズン     | リーグ戦                 | リーグ戦 | リーグ戦 | 国内カップ | 国内カップ | 国際大会 | 国際大会 | その他 | その他 | 合計 | 合計 |
| クラブ                   | シーズン     | ディビジョン             | 出場     | 得点     | 出場       | 得点       | 出場     | 得点     | 出場   | 得点   | 出場 | 得点 |
| ------------------------ | ------------ | ------------------------ | -------- | -------- | ---------- | ---------- | -------- | -------- | ------ | ------ | ---- | ---- |
| フェロ・カリル・オエステ | 1991-92      | プリメーラ・ディビシオン | 19       | 0        | -          | -          | -        | -        | -      | -      | 19   | 0    |
| フェロ・カリル・オエステ | 1992-93      | プリメーラ・ディビシオン | 36       | 0        | -          | -          | -        | -        | -      | -      | 36   | 0    |
| フェロ・カリル・オエステ | 1993         | プリメーラ・ディビシオン | 18       | 1        | -          | -          | -        | -        | 3      | 0      | 21   | 1    |
| フェロ・カリル・オエステ | 通算         | 通算                     | 73       | 1        | -          | -          | -        | -        | 3      | 0      | 76   | 1    |
| リーベル・プレート       | 1994         | プリメーラ・ディビシオン | 16       | 0        | -          | -          | -        | -        | -      | -      | 16   | 0    |
| リーベル・プレート       | 1994-95      | プリメーラ・ディビシオン | 25       | 0        | -          | -          | 12       | 1        | -      | -      | 37   | 1    |
| リーベル・プレート       | 通算         | 通算                     | 41       | 0        | -          | -          | 12       | 1        | -      | -      | 53   | 1    |
| ナポリ                   | 1995-96      | セリエA                  | 29       | 0        | 1          | 0          | -        | -        | -      | -      | 30   | 1    |
| ナポリ                   | 1996-97      | セリエA                  | 30       | 1        | 6          | 0          | -        | -        | -      | -      | 36   | 1    |
| ナポリ                   | 1997-98      | セリエA                  | 28       | 0        | 2          | 0          | -        | -        | -      | -      | 30   | 0    |
| ナポリ                   | 通算         | 通算                     | 87       | 1        | 9          | 0          | -        | -        | -      | -      | 96   | 1    |
| ミラン                   | 1998-99      | セリエA                  | 11       | 0        | 2          | 0          | -        | -        | -      | -      | 13   | 0    |
| ミラン                   | 1999-00      | セリエA                  | 13       | 0        | 3          | 0          | 6        | 0        | -      | -      | 22   | 0    |
| ミラン                   | 通算         | 通算                     | 24       | 0        | 5          | 0          | 6        | 0        | -      | -      | 35   | 0    |
| バレンシア               | 2000-01      | ラ・リーガ               | 28       | 1        | 2          | 0          | 9        | 2        | -      | -      | 39   | 3    |
| バレンシア               | 2001-02      | ラ・リーガ               | 29       | 2        | 1          | 0          | 7        | 0        | -      | -      | 37   | 2    |
| バレンシア               | 2002-03      | ラ・リーガ               | 31       | 1        | 0          | 0          | 12       | 0        | 2      | 0      | 45   | 1    |
| バレンシア               | 2003-04      | ラ・リーガ               | 30       | 1        | 5          | 0          | 10       | 0        | -      | -      | 45   | 1    |
| バレンシア               | 2004-05      | ラ・リーガ               | 17       | 0        | 0          | 0          | -        | -        | -      | -      | 17   | 0    |
| バレンシア               | 2005-06      | ラ・リーガ               | 23       | 2        | 0          | 0          | 6        | 0        | -      | -      | 29   | 2    |
| バレンシア               | 2006-07      | ラ・リーガ               | 29       | 2        | 4          | 0          | 8        | 1        | -      | -      | 41   | 3    |
| バレンシア               | 通算         | 通算                     | 187      | 9        | 14         | 0          | 52       | 3        | 2      | 0      | 253  | 12   |
| レアル・サラゴサ         | 2007-08      | ラ・リーガ               | 33       | 1        | 4          | 0          | 2        | 0        | -      | -      | 39   | 1    |
| レアル・サラゴサ         | 2008-09      | セグンダ・ディビシオン   | 28       | 3        | 0          | 0          | -        | -        | -      | -      | 28   | 3    |
| レアル・サラゴサ         | 2009-10      | ラ・リーガ               | 13       | 0        | 1          | 0          | -        | -        | -      | -      | 14   | 0    |
| レアル・サラゴサ         | 通算         | 通算                     | 74       | 4        | 5          | 0          | 2        | 0        | 0      | 0      | 81   | 4    |
| ラシン・クラブ           | 2009-10      | プリメーラ・ディビシオン | 15       | 0        | 0          | 0          | -        | -        | -      | -      | 15   | 0    |
| キャリア通算             | キャリア通算 | キャリア通算             | 501      | 15       | 34         | 0          | 72       | 4        | 5      | 0      | 609  | 19   |

## 代表歴

### 出場大会
- U-23アルゼンチン代表

1996年 - アトランタ五輪（銀メダル）
2004年 - アテネ五輪（金メダル）
- アルゼンチン代表

1995年 - キング・ファハド・カップ1995（準優勝）
1996年 - コパ・アメリカ1995（ベスト8）
1998年 - 1998 FIFAワールドカップ（ベスト8）
1999年 - コパ・アメリカ1999（ベスト8）
2002年 - 2002 FIFAワールドカップ（グループステージ敗退）
2004年 - コパ・アメリカ2004（準優勝）
2006年 - 2006 FIFAワールドカップ（ベスト8）
2007年 - コパ・アメリカ2007（準優勝）

### 試合数
- 国際Aマッチ 112試合 5得点（1994年 - 2007年）[14]

| アルゼンチン代表 | 国際Aマッチ | 国際Aマッチ |
| 年               | 出場        | 得点        |
| ---------------- | ----------- | ----------- |
| 1994             | 2           | 0           |
| 1995             | 14          | 0           |
| 1996             | 5           | 0           |
| 1997             | 7           | 0           |
| 1998             | 12          | 0           |
| 1999             | 12          | 1           |
| 2000             | 11          | 1           |
| 2001             | 8           | 0           |
| 2002             | 1           | 0           |
| 2003             | 6           | 0           |
| 2004             | 10          | 1           |
| 2005             | 8           | 1           |
| 2006             | 7           | 1           |
| 2007             | 9           | 0           |
| 通算             | 112         | 5           |

### 得点
| # | 開催日         | 開催地                                                 | 対戦国     | スコア | 結果 | 大会                          |
| - | -------------- | ------------------------------------------------------ | ---------- | ------ | ---- | ----------------------------- |
| 1 | 1998年2月19日  | メンドーサ、エスタディオ・マルビナス・アルヘンティナス | ルーマニア | 2-0    | 2-1  | 親善試合                      |
| 2 | 1999年9月7日   | ポルト・アレグレ、エスタジオ・ベイラ＝リオ             | ブラジル   | 2-1    | 4-2  | 親善試合                      |
| 3 | 2000年4月26日  | マラカイボ、エスタディオ・ホセ・パチェンチョ・ロメロ   | ベネズエラ | 0-1    | 0-4  | 2002 FIFAワールドカップ・予選 |
| 4 | 2004年7月13日  | ピウラ、エスタディオ・ミゲル・グラウ                   | ウルグアイ | 3-2    | 4-2  | コパ・アメリカ2004            |
| 5 | 2005年11月16日 | ドーハ、ジャシム・ビン・ハマド・スタジアム             | カタール   | 0-3    | 0-3  | 親善試合                      |
| 6 | 2006年6月30日  | ベルリン、オリンピアシュタディオン                     | ドイツ     | 0-1    | 1-1  | 2006 FIFAワールドカップ       |

## タイトル

### 代表
U-23アルゼンチン代表
- オリンピックサッカー : 2004

### クラブ
CAリーベル・プレート
- プリメーラ・ディビシオン : 1994-95A

ACミラン
- セリエA : 1998-99

バレンシアCF
- リーガ・エスパニョーラ : 2001-02, 2003-04
- UEFAカップ : 2003-04
- UEFAスーパーカップ : 2004